# Paul Gartenhauser

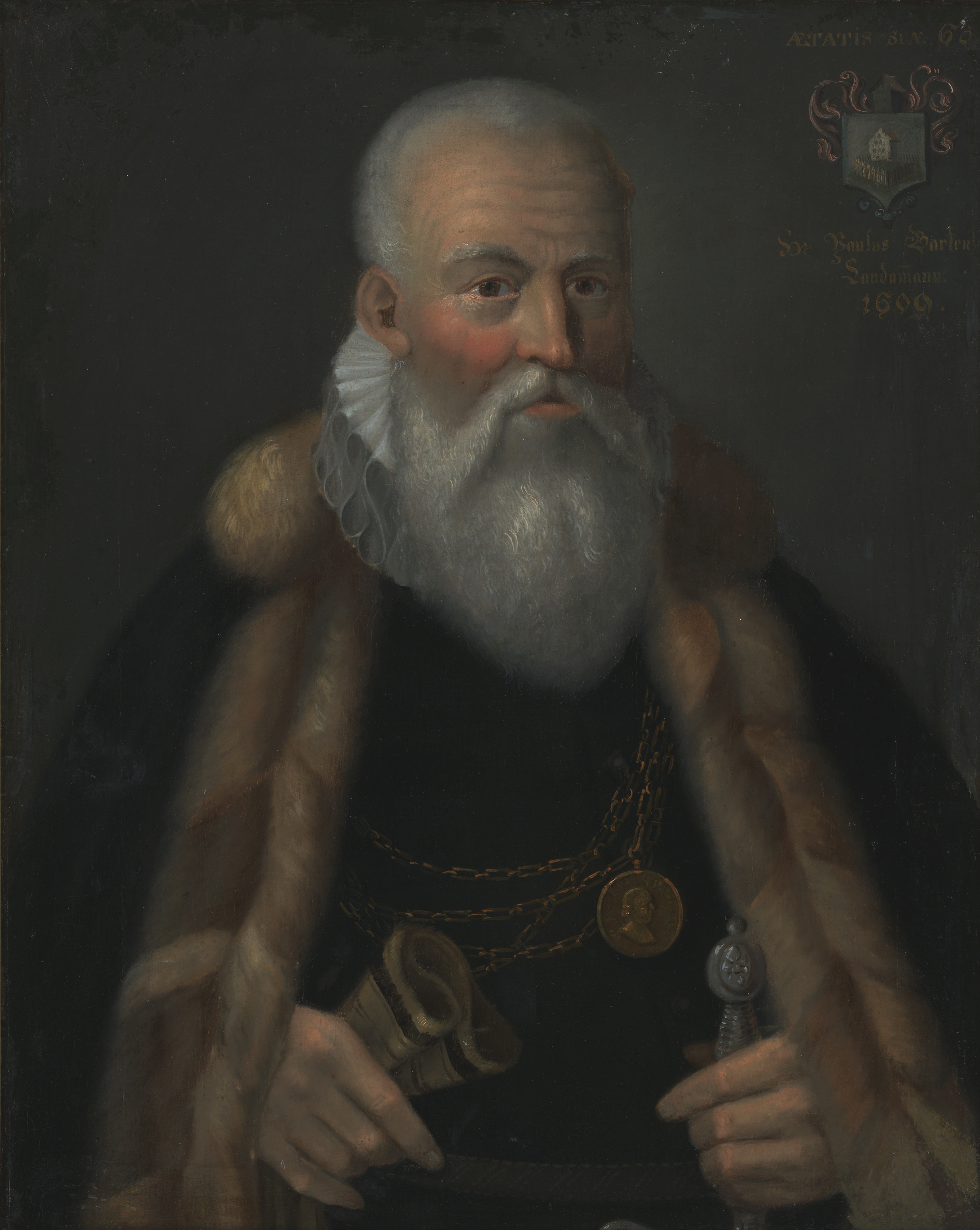
Paul Gartenhauser, 1. Landammann von Appenzell Ausserrhoden 1597–1613

Paul Gartenhauser (* wohl vor 1544 in Appenzell; † nach 1613 in Gais) war ein Schweizer Gemeindepräsident, Mitglied des Kleinen Rats, Landammann und Tagsatzungsgesandter aus dem Kanton Appenzell Ausserrhoden.

## Leben
Paul Gartenhauser war ein Sohn des Paul Gartenhauser, Wirtshausbesitzer und Landesseckelmeister. Er heiratete Maria Menet. Paul Gartenhauser war Inhaber eines Wirtshauses. 1579 war er Hauptmann der Rütiner Rhode. Von 1565 bis 1567 war er Mitglied des Grossen Rats und von 1568 bis 1575 des Kleinen Rats. Zwischen 1567 und 1588 war Paul Gartenhauser mehrmals Armleutsäckelmeister und von 1578 bis 1581 Spitalmeister.
Aufgrund seiner Zugehörigkeit zum neuen Glauben musste Paul Gartenhauser 1588 Appenzell verlassen. Er liess sich im reformierten Gais nieder. Dort wurde er noch im selben Jahr Ratsherr und 1595 Gemeindehauptmann. Ab 1590 bis 1597 war er Mitglied des Kleinen Rats. In den Jahren 1590, 1595 und 1597 war er Gassenrichter. Von 1595 bis 1597 amtierte er als Landesseckelmeister. Im Jahr 1597 hatte er das Amt des Landammanns des ganzen Landes und von 1598 bis 1613 dasjenige der Äussern Rhoden inne. Zwischen 1590 und 1610 war Paul Gartenhauser 26 Mal Tagsatzungsgesandter: bis 1597 für das ganze Land Appenzell und ab 1598 für Ausserrhoden. 1602 nahm er an der Beschwörung des neuen Soldbündnisses zwischen der Eidgenossenschaft und Frankreich teil. Während der Landteilung das Haupt der Reformierten, setzte sich Paul Gartenhauser stets für eine Entscheidung auf dem Rechtsweg ein.